# Giuseppe Colnago
Giuseppe Colnago, född den 15 december 1923 i Caponago, Italien, död den 22 december 2000, var en italiensk roadracingförare.

## Roadracingkarriär
Colnago tävlade i VM för Gilera och Moto Guzzi. Under sin karriär gjorde han tio starter i Grand Prix-sammanhang, med segern i 500GP i Belgien 1955 som höjdpunkt. Samma år gjorde Colnago sin bästa säsong, med en fjärdeplats i mästerskapet i 500GP. 